# Anastrepha flavissima
Anastrepha flavissima är en tvåvingeart som beskrevs av Erich Martin Hering 1940. Anastrepha flavissima ingår i släktet Anastrepha och familjen borrflugor.
Artens utbredningsområde är Peru. Inga underarter finns listade i Catalogue of Life.